# لوكني (تكساس)
لوكني (بالإنجليزية: Lockney, Texas)‏ هي بلدة أمريكية تقع في الولايات المتحدة في مقاطعة فلويد، تكساس. يقدر عدد سكانها بـ 2,056 نسمة ومساحتها 4.0 كم2 ووترتفع عن سطح البحر 999 متر.

## التركيبة السكانية
حدّد مكتب تعداد الولايات المتحدة بيانات التركيبة السكانية للوكني في تعداد الولايات المتحدة. في ما يلي، التركيبة السكانية حسب تعدادي 2000 و2010.

### تعداد عام 2000
بلغ عدد سكان لوكني 2,056 نسمة بحسب تعداد عام 2000، وبلغ عدد الأسر 690 أسرة وعدد العائلات 540 عائلة مقيمة في البلدة. في حين سجلت الكثافة السكانية 514 نسمة لكل كيلومتر مربع (1,331.3/ميل2). وبلغ عدد الوحدات السكنية 791 وحدة بمتوسط كثافة قدره 197.8 لكل كيلومتر مربع (512.3/ميل2).
وتوزع التركيب العرقي للبلدة بنسبة 72.62% من البيض و2.53% من الأمريكيين الأفارقة و0.24% من الأمريكيين الأصليين و0.15% من الأمريكيين ذوي الأصول الآسيوية و0.10% من سكان جزر المحيط الهادئ و22.81% من الأعراق الأخرى و1.56% من عرقين مختلطين أو أكثر و51.90% من الهسبانيون أو اللاتينيون من أي عرق.
بلغ عدد الأسر 690 أسرة كانت نسبة 46.8% منها لديها أطفال تحت سن الثامنة عشر تعيش معهم، وبلغت نسبة الأزواج القاطنين مع بعضهم البعض 65.2% من أصل المجموع الكلي للأسر، ونسبة 8.4% من الأسر كان لديها معيلات من الإناث دون وجود شريك،  بينما كانت نسبة 4.6% من الأسر لديها معيلون من الذكور دون وجود شريكة وكانت نسبة 21.7% من غير العائلات. تألفت نسبة 20.6% من أصل جميع الأسر من عدة أفراد يعيشون في نفس المنزل ونسبة 12.6% كانت تتألف من شخص يعيش بمفرده يبلغ من العمر 65 عاماً أو أكثر. وبلغ متوسط حجم الأسرة المعيشية 2.92، أما متوسط حجم العائلات فبلغ 3.40.
بلغ العمر الوسطي للسكان 33.4 عاماً. وكانت نسبة 33.5% من القاطنين تحت سن الثامنة عشر، وكانت نسبة 7.7% بين الثامنة عشر والرابعة والعشرين عاماً، ونسبة 24.6% كانت واقعةً في الفئة العمرية ما بين الخامسة والعشرين والرابعة والأربعين عاماً، ونسبة 18.5% كانت ما بين الخامسة والأربعين والرابعة والستين، ونسبة 13.8% كانت ضمن فئة الخامسة والستين عاماً فما فوق. يوجد لكل 100 أنثى 91.6 ذكر، ويوجد لكل 100 أنثى في الثامنة عشر من عمرها فما فوق 91.9 ذكر.
بلغ متوسط دخل الأسرة في البلدة 29,074 دولارًا، أما متوسط دخل العائلة فبلغ 35,469 دولارًا. وكان متوسط دخل الذكور 25,673 دولارًا مقابل 18,063 دولارًا للإناث. وسجل دخل الفرد الخاص بالبلدة 13,528 دولارًا. وكانت نسبة 14.5% من العائلات ونسبة 17.1% من السكان تحت خط الفقر، وكان من هؤلاء نسبة 19.9% تحت سن الثامنة عشر ونسبة 17% في الخامسة والستين من العمر وما فوق.

### تعداد عام 2010
بلغ عدد سكان لوكني 1,842 نسمة بحسب تعداد عام 2010، وبلغ عدد الأسر 643 أسرة وعدد العائلات 497 عائلة مقيمة في البلدة. في حين سجلت الكثافة السكانية 460.5 نسمة لكل كيلومتر مربع (1,192.7/ميل2). وبلغ عدد الوحدات السكنية 776 وحدة بمتوسط كثافة قدره 194 لكل كيلومتر مربع (502.5/ميل2).
وتوزع التركيب العرقي للبلدة بنسبة 73.29% من البيض و2.77% من الأمريكيين الأفارقة و0.33% من الأمريكيين الأصليين و0.11% من الأمريكيين ذوي الأصول الآسيوية و22.91% من الأعراق الأخرى و0.60% من عرقين مختلطين أو أكثر و58.69% من الهسبانيون أو اللاتينيون من أي عرق.
بلغ عدد الأسر 643 أسرة كانت نسبة 40.7% منها لديها أطفال تحت سن الثامنة عشر تعيش معهم، وبلغت نسبة الأزواج القاطنين مع بعضهم البعض 57.5% من أصل المجموع الكلي للأسر، ونسبة 13.2% من الأسر كان لديها معيلات من الإناث دون وجود شريك،  بينما كانت نسبة 6.5% من الأسر لديها معيلون من الذكور دون وجود شريكة وكانت نسبة 22.7% من غير العائلات. تألفت نسبة 21.9% من أصل جميع الأسر من عدة أفراد يعيشون في نفس المنزل ونسبة 12.4% كانت تتألف من شخص يعيش بمفرده يبلغ من العمر 65 عاماً أو أكثر. وبلغ متوسط حجم الأسرة المعيشية 2.81، أما متوسط حجم العائلات فبلغ 3.27.
بلغ العمر الوسطي للسكان 36.6 عاماً. وكانت نسبة 30.7% من القاطنين تحت سن الثامنة عشر، وكانت نسبة 7.9% بين الثامنة عشر والرابعة والعشرين عاماً، ونسبة 20.4% كانت واقعةً في الفئة العمرية ما بين الخامسة والعشرين والرابعة والأربعين عاماً، ونسبة 23% كانت ما بين الخامسة والأربعين والرابعة والستين، ونسبة 18% كانت ضمن فئة الخامسة والستين عاماً فما فوق. وتوزع التركيب الجنسي للسكان بنسبة 48.6% ذكور و51.4% إناث.

## أعلام
- غاري تمبلتون
- ديمون واشنطن